# ASK ESPORT

ASK Esport est une structure française d’esport fondée en 2023 et spécialisée sur la scène compétitive de Call of Duty. Rapidement devenue l’une des équipes amateurs les plus titrées en France, elle s’est progressivement imposée en Europe grâce à ses performances régulières et à son organisation structurée.

### Historique

#### Fondation et premières années (2023)
ASK a été fondée en 2023 par Malik, connu sous le pseudonyme Shoyo, alors étudiant, accompagné de Elio Ferey (Escalope), Victor Chudeau (Victor75020) et Thomas Pécourt (Zeck). Ensemble, ils décident de transformer leur passion pour Call of Duty en une structure compétitive organisée.
Dès sa première saison, ASK s’impose sur la scène amateur française en devenant la structure la plus titrée de l’année. L’équipe remporte notamment la UniversLan de Miramas et la Multistreak, plus grande LAN italienne, tout en obtenant une 9ᵉ place lors de la LAN Espot.

### Expansion européenne (2024)
En 2024, ASK franchit un cap en intégrant le circuit européen Challengers. L’équipe obtient des résultats réguliers (top 8 aux Challenger Cups et top 12 à l’Élite), ce qui lui permet d’être diffusée sur la chaîne officielle Call of Duty et de gagner en visibilité internationale.

### Reconnaissance internationale (2025)
L’année 2025 marque une étape majeure : ASK s’impose lors de la plus grande LAN européenne à l’Espot Paris, réunissant plus de 40 équipes. La structure élargit aussi son activité en recrutant des joueurs reconnus sur Warzone, renforçant ainsi son influence sur plusieurs scènes compétitives de Call of Duty.

### Palmarès
UniversLan Miramas : Vainqueur (2023)
Multistreak (Italie) : Champion (2023)
LAN Espot : 9ᵉ place (2023)
Circuit européen Challengers : Top 8 régulier (2024)
Élite européenne (Call of Duty) : Top 12 (2024)
Espot Paris – LAN européenne : 1ʳᵉ place (2025)

### Membres et organisation
La structure est dirigée et encadrée par :
Malik (Shoyo) – Fondateur
Elio Ferey (Escalope) – Trésorier
Victor Chudeau (Victor75020) – Secrétaire & Manager CDL, data analyst
Thomas Pécourt (Zeck) – Responsable des ressources humaines
Yoan (Arxacis) – Responsable communication & réseaux sociaux

### Participation aux compétitions internationales
En 2025, ASK participe à son premier Major amateur mondial de Call of Duty, réunissant 164 équipes. L’équipe termine 17ᵉ, une performance significative pour une première apparition à ce niveau.

### Objectifs et perspectives
ASK vise à s’imposer durablement dans le top 3 européen et à intégrer le top 10 mondial d’ici 2026. La structure développe également un écosystème complet incluant une académie, une gaming house, des bootcamps, et des projets de monétisation (abonnement, merchandising, coaching, événements).